# Specklinia exesilabia
Specklinia exesilabia là một loài thực vật có hoa trong họ Lan. Loài này được (A.H.Heller & A.D.Hawkes) Pridgeon & M.W.Chase mô tả khoa học đầu tiên năm 2001.